# Szprotawski Park Kamiennych Drogowskazów

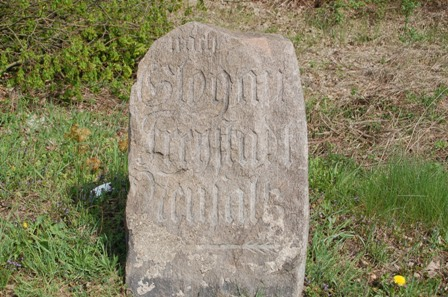
Jeden z zabytkowych drogowskazów w Wiechlicach

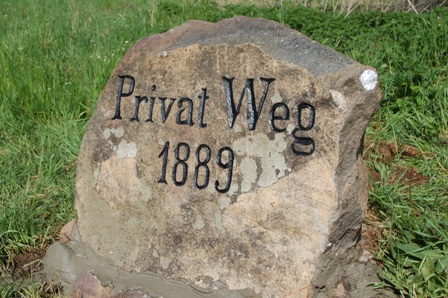
Jeden z zabytkowych drogowskazów w Henrykowie

Szprotawski Park Kamiennych Drogowskazów – zgrupowanie ok. 30 zabytkowych drogowskazów z XIX w. i starszych, ustawionych w naturalnych lokalizacjach na terenie gminy Szprotawa.
Najwięcej artefaktów znajduje się w obrębie wsi Wiechlice, ponadto w okolicznych miejscowościach: Henryków, Nowa Kopernia, Borowina, Cieciszów, Kartowice, Dzikowice, Rusinów, Szprotawka.
Niektóre z nich posiadają na rewersie wyrytą datę wykonania, np. 1820 (Wiechlice), 1889 (Henryków).
Wśród drogowskazów znajdują się znaki wskazujące kierunek oraz informujące o granicy miejscowości, a także wskazujące kierunek do jednej oraz do kilku miejscowości naraz. Część z nich została wpisana do Gminnej Ewidencji Zabytków Gminy Szprotawa z 2005.

## Geneza
Pierwszej inwentaryzacji zabytków sztuki drogowej na terenie gminy Szprotawa dokonali w 2002 społeczni opiekunowie zabytków z Towarzystwa Bory Dolnośląskie w osobach Krzysztofy Danielkowskiej i Macieja Boryny. W kolejnych latach odnowiono część zabytków i opracowano naukowo.
Wiosną 2007 skradziono dwa egzemplarze ze skrzyżowania w Wiechlicach, jednakże dzięki opublikowaniu zdjęć w regionalnej prasie zabytki udało się szybko odzyskać. Od 2012 ujęte całościowo jako park. Najwięcej z nich można zobaczyć na trasie szlaku turystycznego „Pętla Wiechlicka”.

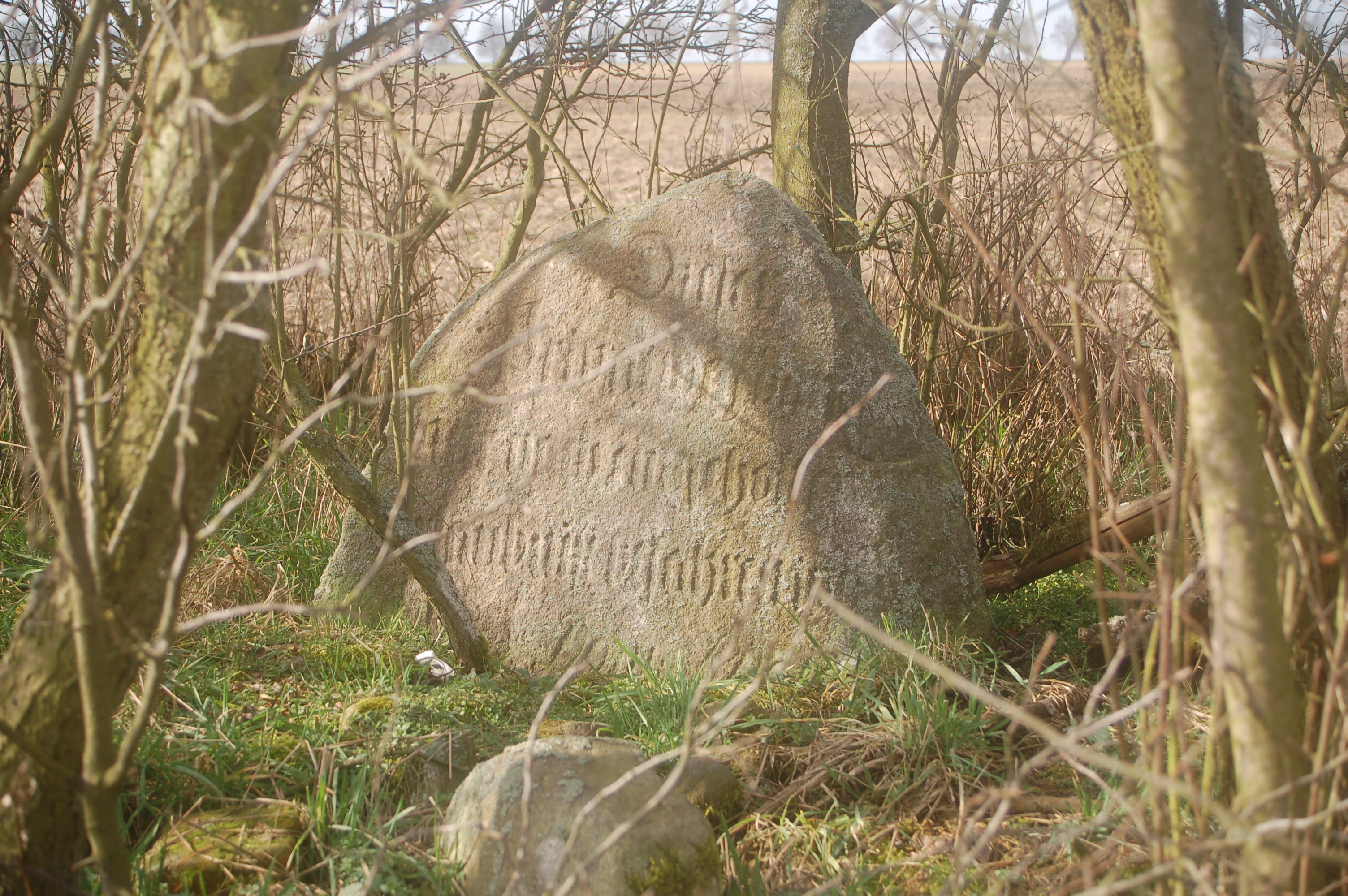
Zabytkowy kamień drogowy pod Borowiną

W 2012 Muzeum Ziemi Szprotawskiej dokonało rewitalizacji drogowskazu w miejscowości Henryków.
W 2015 w Wiechlicach został odnaleziony drogowskaz "nach Ebersdorf und Freystadt".
W 2019 na zlecenie Lubuskiego Wojewódzkiego Konserwatora Zabytków w Zielonej Górze zinwentaryzowano 20 artefaktów z terenu gminy Szprotawa. Towarzystwo Bory Dolnośląskie w 2021 odnalazło kamień drogowy w pobliżu wsi Borowina, na którym wyryty w jęz. niem. tekst informował, iż "Dieser Weg darf nur nach eingeholtem Erlaubniss befahren werden. Dom. Hartau". W wolnym tłumaczeniu na jęz. pol.: "Pan na Borowinie przestrzega podróżnych, że to droga prywatna, którą wolno poruszać się wyłącznie po przedłożeniu zezwolenia".